# Un verano en La Goulette
Un verano en La Goulette ((del francés: Un été à La Goulette), en árabe: حلق الوادي‎) es una película dirigida en 1996 por Férid Boughedir. Se trata de una coproducción de Francia, Bélgica y Túnez. 

## Argumento
En 1967, tres amigos, Youssef el musulmán, Jojo el judío y Giuseppe el católico, viven con sus familias en La Goulette, el puerto de Túnez. Sus hijas, Meriem la musulmana, Gigi la judía y Tina la católica, que también son amigas, deciden perder la virginidad, cada una con un muchacho de una religión diferente de la suya. El intento fracasa porque sus padres se enteran y consiguen llegar a tiempo. Al final de la película, comienza la Guerra de los Seis Días, rompiendo el buen entendimiento entre las distintas comunidades religiosas.